# Tec
|  | Per a d'altres significats vegeu Tec (desambiguació). |

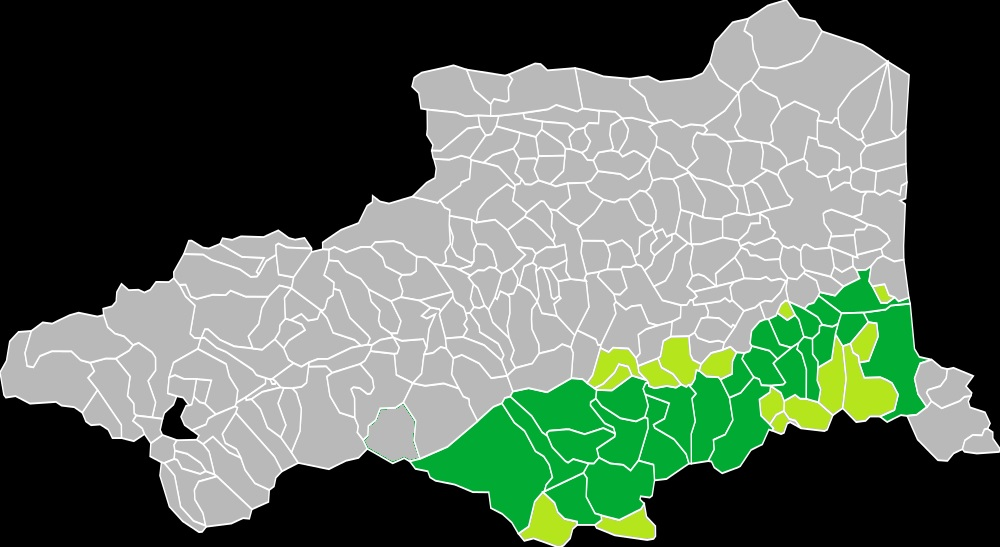
Termes comunals travessats pel Tec o de la seva conca

El riu Tec és un riu de la Catalunya del Nord d'orientació oest-est. Neix als Pirineus, al vessant meridional de la Roca Colom; Tot just una mica més avall i a llevant del punt que es considera inicial del curs del riu hi ha la Font del Tec, al sud-est de la Roca Colom, a 2.347 m alt. En els seus dos primers terços de llargada discorre per una profunda vall que forma l'eix vertebrador de la comarca del Vallespir; en el terç final, creua l'extrem meridional de la plana de Rosselló, al peu de la Serra de l'Albera, i acaba desembocant en el Mediterrani dins del terme comunal d'Elna, al sud de Sant Cebrià de Rosselló i al nord d'Argelers de la Marenda.
La seva conca recull les aigües dels vessants sud i sud-est del massís del Canigó i els vessants nord de les serralades més orientals dels Pirineus axials, tals com la muntanya de Comanegra, la Serra de les Salines i la Serra de l'Albera.
A l'aiguat de 1940, una esllavissada de terra i roques va crear un embassament a l'alt Vallespir. Quan es va trencar, la riuada va causar la devastació al llarg del curs del riu fins a la plana.

## Etimologia
Estrabó i Claudi Ptolemeu l'anomenen pel nom que rebia la vila d'Elna a l'antiguitat, Ilibirris/Illiberis. En canvi, Pomponi Mela l'anomena Ticis, sens dubte el precedent del topònim actual. El riu no torna a aparèixer documentat fins al segle ix, ja amb la forma Tec.
Joan Coromines proposa que Tec provingui d'un ètim preromà indoeuropeu tek- (rajar, ser corrent).

## Descripció del seu curs

### Terme comunal de Prats de Molló i la Presta
El riu neix a l'extrem occidental del terme de Prats de Molló i la Presta, entre la Roca Colom, al nord, i el Pic de Costabona, al sud-est, dins de la Reserva Natural de Prats de Molló i la Presta. El curs del riu és majoritàriament adreçat cap a l'est, però a causa de l'orografia complexa, muntanyosa, que travessa, fa nombroses inflexions cap al sud, amb moltes de meandres. Passa pel Pla Rodó, als peus, sud, de les Esquerdes de Rotjà i ran de la Barraca de la Coma del Tec, on rep per l'esquerra els còrrecs dels Orriets. Tot seguit deixa a migdia la Jaça de l'Ullat, rep per l'esquerra el Còrrec del Pas del Faig, passa ran de la Cabana Forestal de l'Ullat, i supera els marcats meandres de la Freixenosa, on rep per l'esquerra el Còrrec de Roques Roges (que aporta els còrrecs del Talaiador i de la Canyola), el Pas del Gat i la Barragana, que formen el Veïnat de les Aïllades, on rep per la dreta els còrrecs de la Grevodella i de la Solaneta, que forma una gran vall que correspon a tota la meitat sud de l'extrem de ponent del terme (amb els còrrecs de Font Negra, dels Menerassos, de Perafeu, del Bac de Siern, de l'Ortigar, de Siern i de la Barragana.
Tot seguit passa a prop de les masies, algunes desaparegudes, de Cal Borreguer, Mas Pla i Can Torrafaves, passa per la Plananera, on rep per la dreta el Còrrec d'en França, i Can Banys i arriba als Banys de la Presta, on rep per l'esquerra els còrrecs del Mas Brixot i de Santa Maria. Just després passa pel veïnat de la Farga, on rep per la dreta el Còrrec de l'Amollonenc, deixa dalt de la muntanya i al nord la Presta, rep per la dreta el Còrrec de les Collanes, passa per Can Llagosta, on li arriba per l'esquerra la Ribera d'Agrefull, el Molí d'Agrefull i Agrefull, després per Can Camaut del Pla d'en Sala, per Sant Salvador, abans del qual rep per l'esquerra el Còrrec de la Fredera i el Mas Pla, després dels quals rep per l'esquerra la Parcigola i per la dreta els còrrecs de les Agulles i de les Vernoses, Can Roure i sota del Mas de la Font, rep per l'esquerra el Còrrec de l'Estrada i per la dreta el de la Plana, fins a arribar al petit veïnat format pel Rossinyol, el Burgat i la Boixeda, on rep per l'esquerra el Còrrec del Castilló, passa pels veïnats de la Clapera i la Borda, i arriba a sota i a migdia de Prats de Molló.
Ran del costat sud de la vila de Prats de Molló, el Tec passa entre el veïnat de Santa Llúcia, amb l'antiga capella, ara convertida en habitatge particular i fonda, de Santa Llúcia, a la dreta del Tec, i la capella de Santa Justa i Santa Rufina, a l'esquerra, ja dins del clos murallat de la vila. Just a l'angle sud-est de la vila rep per la dreta el Canidell, que centra l'ampla vall existent dessota i al nord del Coll d'Ares, i per l'esquerra, gairebé davant per davant, el Còrrec de la Guillema. El riu deixa enrere la vila murallada després de passar per sota del pont de la carretera D115, i de seguida passa pel costat de migdia de la Verneda, deixa al nord la capella de Sant Martí de Vilaplana, i el càmping proper, deixa a migdia la Cabanya, l'Abadia i la Noguereda i al nord Savoia, la Pollangarda i l'Avellanosa, i poc després de deixar al nord l'Oratori de Sant Eloi, en un fort meandre del Tec, al costat nord-est del Mas de les Sitges, entra en el terme comunal del Tec.

### Terme comunal del Tec
Després d'un breu tram en què el riu fa de termenal entre Prats de Molló i la Presta i el Tec, en un meandre a llevant del Mas de les Sitges, el Tec entra de ple dins del territori de la comuna que porta el nom del riu. Tot al llarg del seu pas per aquesta comuna, el riu corre paral·lel pel costat de migdia a la carretera D115, com s'esdevé en bona part del seu recorregut pel Vallespir. Rep per la dreta el Còrrec del Bac de Fontfreda, que davalla d'entre el Puig Colom i el Puig Colom d'Avall, després el Còrrec de la Juliana, que prové del Mas del Clot del Forn i del vessant septentrional del Puig de la Rondinaire, mentre deixa al nord, a l'esquerra del riu, el Còrrec i el Cortal de les Balmes. Al cap de poc troba a l'esquerra l'afluència de la Comalada i el poble del Tec i, davant seu i a la dreta del riu el veïnat o barri del Carrer d'Avall. Continuant cap a llevant, passa per sota del pont de la carretera de Sant Llorenç de Cerdans i de Costoja, la D44, i tot seguit passa al sud i per dessota del territori de l'antic poble de Cos i de l'església de Santa Cecília de Cos, i arriba, ran del marge meridional de la carretera i a l'esquerra del Tec, el Mas de Puig Rodon, on el riu fa un ample meandre de primer cap al sud, després cap a l'est, tot seguit cap al nord i finalment cap al nord-oest per girar de sobte cap al nord-est. En aquest punt el riu entra de ple dins del terme de Sant Llorenç de Cerdans, tot i que després d'una breu incursió dins d'aquest terme, passa a ser termenal entre Sant Llorenç de Cerdans i el Tec.

### Termes comunals de Sant Llorenç de Cerdans i del Tec
El primer tram del Tec dins de Sant Llorenç de Cerdans coincideix amb la meitat oriental del meandre abans descrit, a llevant del Mas de Puig Rodon. De seguida, però el riu esdevé termenal, deixant a la riba esquerra, al Tec, el Mas de la Fusta i Manyaques, i a la dreta, a Sant Llorenç de Cerdans, els vessants del Puig de la Mir.

### [6]Termes comunals de Montferrer i de Sant Llorenç de Cerdans
Des de Manyaques, on arriba per l'esquerra la Ribera de la Fou, i on el Tec marca un parell de forts meandres, tota la riba esquerra del riu pertany al terme comunal de Montferrer, mentre que la dreta és de Sant Llorenç de Cerdans encara un bon tros: per aquest cantó hi arriba el Còrrec dels Fangassos, que ve del lloc on hi ha la casa de Puig de l'Amí, i més endavant, a tocar del Mas Gramatxó, la Quera. Més endavant, al nord-est, arriba per la dreta el Còrrec de la Botella, on acaba el terme comunal de Sant Llorenç de Cerdans.

### Termes comunals d'Arles i de Montferrer
Entre el límit amb la comuna de Serrallonga i el Camp Patllari, el Tec és termenal entre els termes d'Arles i de Montferrer, però de seguida el límit comunal passa més enllà de la riba esquerra del Tec, i el seu curs passa a ser íntegrament del terme d'Arles durant un breu tram, en el qual es troba el veïnat de Can Partera, d'Arles. Passat Can Partera, el riu torna a ser termenal, i deixa a la dreta, a Arles, la Fargassa, el Molí d'Amunt i Grau Meneró, i a l'esquerra, a Montferrer, l'Oliveda, la Palma i la Casota. És un tram definit per dos grans meandres del riu, en acabat els quals el Tec deixa de ser limítrof, i entra de ple en el terme d'Arles.

### Terme comunal d'Arles
Ja plenament dins del terme d'Arles, el Tec deixa a l'esquerra la vila i la major part dels seus barris, i a la dreta el territori de Fontanills, on hi ha l'església de la Santa Creu de Quercorb, territori molt muntanyós. La zona de la vila d'Arles, en canvi, és una plana al·luvial formada pel mateix riu. Queden a la dreta del riu el Mas de la Guàrdia, Can Valent, la Batllia d'Avall, i, ja al capdavall del terme, al nord-est, l'Alzina Rodona.

### Terme comunal de Montboló
El terme comunal de Montboló arriba a tocar el riu, i s'hi aproxima a pocs metres de distància en un tram just al sud-oest del barri del Marroc, dels Banys d'Arles i Palaldà.

### Terme comunal dels Banys d'Arles i Palaldà
El pas del Tec pels Banys d'Arles i Palaldà inclou dos meandres molt marcats del riu. Hi entra a llevant del barri del Marroc, situat a l'esquerra del riu i just a ponent de l'extrem oest del nucli urbà principal dels Banys d'Arles, on comença el primer dels meandres. El riu hi marca una corba convexa cap al nord, i va passant successivament pel costat dels barris del Marroc i la Petita Provença, a l'esquerra del Tec, i tot al llarg dels Banys d'Arles, a la dreta. Aleshores torna a marcar una corba, ara còncava, a la inversa de la primera, al mig de la qual rep per la dreta el Montdony, i deixa a la dreta el barri de la carretera dels Banys d'Arles, i a l'esquerra, els nous barris formats al sud de Palaldà. El Tec, que comença el tercer meandre, semblant al primer, encarat al nord-oest, deixa a la dreta els Gaus, Can Dall, Super Amèlia, el Mas Aldai i, al capdavall, el Mas Cliquetes, on rep per la dreta el Còrrec de l'Aguda, mentre a l'esquerra deixa el poble de Palaldà, el nou Palaldà format a migdia del Mas de les Basses, i el Solà d'en Malcion. Just passat Can Cliquetes, el riu fa de termenal, a la seva riba dreta, amb el terme de Reiners, mentre que per l'esquerra continua essent terme dels Banys d'Arles fins al nord-est del barri de la Farga de Reiners.

### Terme comunal de Reiners
Com acaba de restar descrit, el Tec entra en contacte amb el terme de Reiners fent funció de termenal amb els Banys d'Arles (concretament, amb l'antic terme de Palaldà). A la dreta del riu queda la Farga de Reiners en el tram que el riu segueix la inclinació nord-est. Al capdavall d'aquest tram, un altre meandre inflexionat cap al nord fa que el Tec agafi, amb moltes oscil·lacions, la direcció est, i passa, sempre mirant la riba dreta, pel costat del Pont de Reiners i, al cap de poc, per la Cabanassa. A l'esquerra del riu, després del despoblat muntanyós del Mas d'en Camó, es troba el Vilar de Reiners.
El darrer tram del Tec en aquest terme coincideix amb el primer tram en el de Ceret: el riu fa de límit entre els dos termes comunals esmentats. En aquest tram, al nord, dins del terme de Reiners el veïnat de Sant Pau i la capella de Sant Pau de les Botifarres, com se la coneix popularment.

### Terme comunal de Ceret

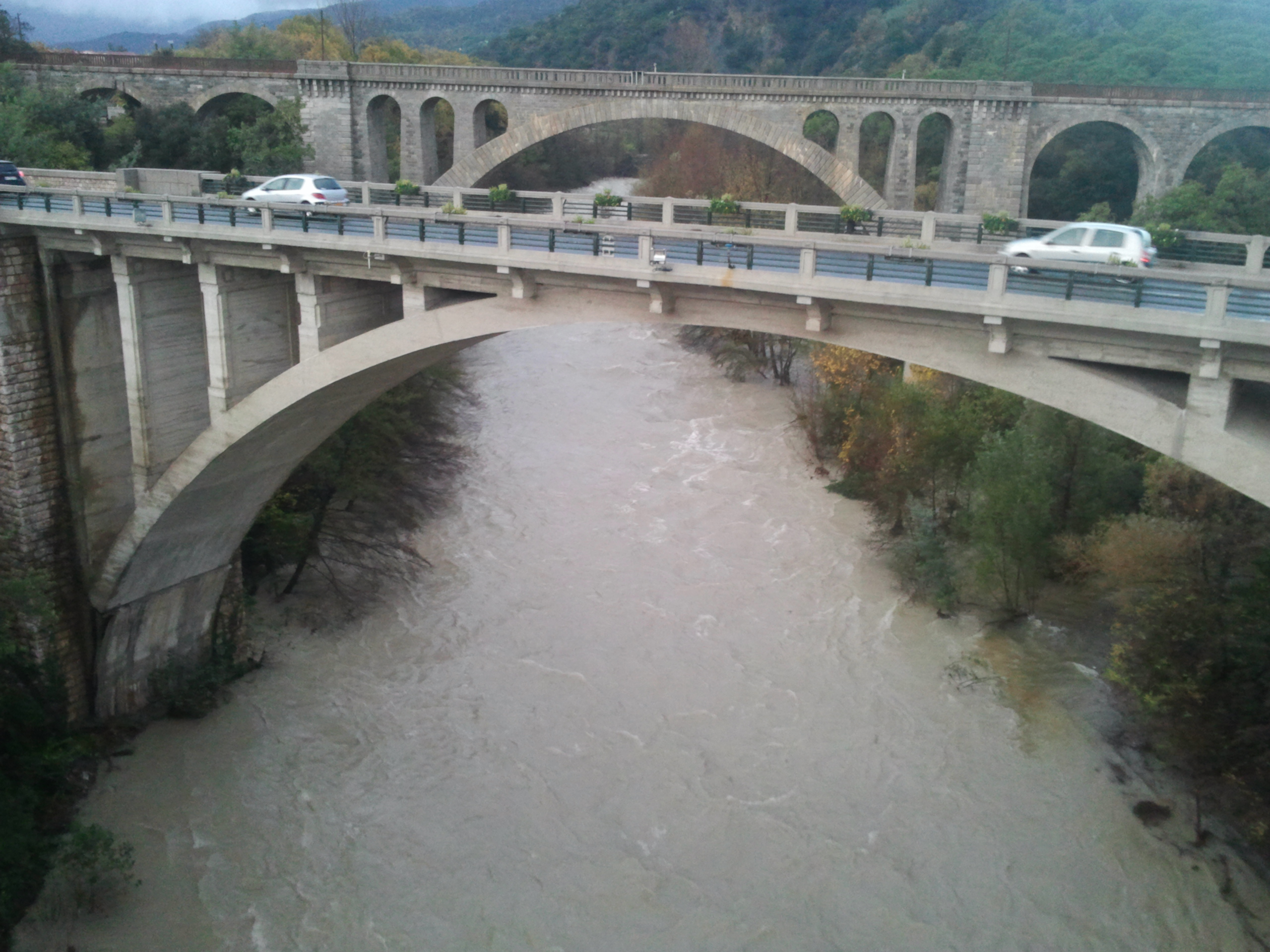
El Tec en el seu pas per Ceret, amb els dos ponts

En aquest tram, tot el sector meridional pertany a Ceret. Correspon al veïnat de la Cabanassa i a la zona de l'Estació de Ceret, i hi arriba per la dreta el Còrrec del Ventós. Quasi al mig de la giragonsa cap al nord del Tec, al nord de l'Estació de ferrocarril, aquest riu entra plenament dins del terme de Ceret. Poc després, i ja a l'alçada de la vila de Ceret, que queda al sud i sud-est, el Tec rep primer per l'esquerra el Riucerdà, després passa per sota dels dos ponts: el modern per on circula la carretera departamental D618, i el Pont del Diable, medieval, i finalment rep per la dreta dos còrrecs: el d'en Colomer i el de la Font Daudet. Ja al nord-est de la vila de Ceret, el riu fa una altra inflexió cap al nord, a la zona del Mas de la Conca, que queda a la riba dreta; a l'esquerra queden el Mas Parrot, antigament Mas de Puigsegur, el Mas d'en Vilanova, el Mas Petit d'en Vilanova, el Mas Duran, el Mas Saquer, abans Mas Jaubert, el Mas Fabrelles i la Polleda, darrere dels quals, al nord, hi ha la Zona Industrial d'Ulric, i a la dreta el Mas de la Torre, abans Mas Ribes, el Mas Alavall i el Mas d'en Comte, actualment conegut com a Bellevue. El riu rep per la dreta en aquest lloc el Còrrec de Noguereda, el de Matacans, el de Fullà i el de Reixurt. El Tec en aquest tram adopta una forma còncava, fins a prop de la Polleda, on emprèn cap al nord-est, deixant a la riba dreta el Mas de l'Ai, ara conegut com la Chênaie, i arriba al lloc, a llevant del Mas Pallot, arriba per l'esquerra el Còrrec de Sant Ferriol i el Tec forma una zona que es coneix com a Llac del Riu Tec. De seguida el riu arriba al termenal amb Sant Joan de Pladecorts, al lloc on queda al sud-est el Mas de les Llongaines, de Sant Joan de Pladecorts, i al nord-oest de Mas d'en Mas, ara conegut com a Mas Alicante.

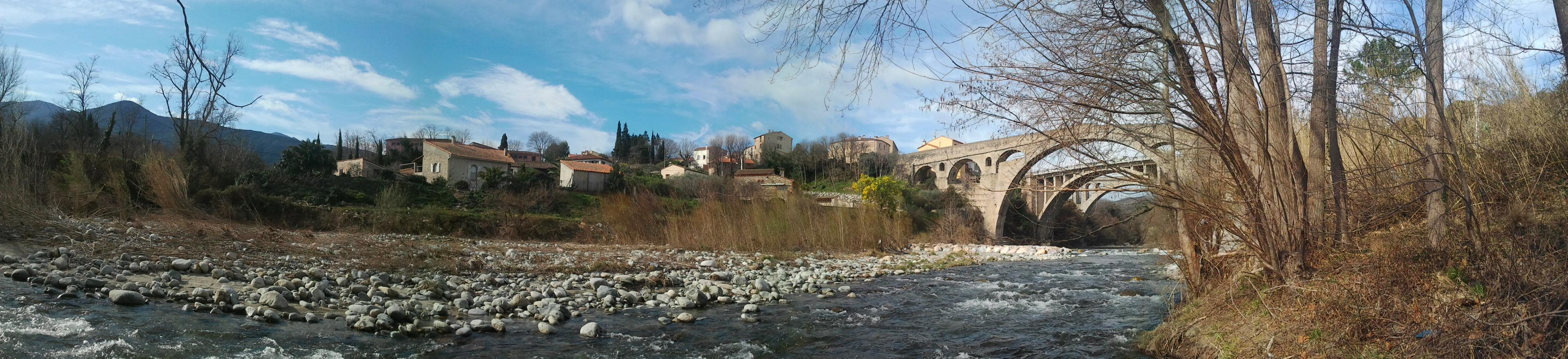
El Tec i els ponts de Ceret

### Terme comunal de Sant Joan de Pladecorts
El Tec travessa pel mig el terme de Sant Joan de Pladecorts. A la riba esquerra, abans d'arribar al poble de Sant Joan de Pladecorts, el riu deixa al nord les zones, ara parcialment urbanitzades, del Mas d'en Martí, l'Hostal Nou, el Mas Riberat, un càmping i l'Illa. Just després, rep per l'esquerra la Ribera de les Aigües. Per la dreta, al sud, hi ha el Mas de les Llongaines i una extensa zona de conreus pertanyent a l'antic terme de Vilargell, a la zona del Sabaró. Poc després s'arriba a migdia del poble de Sant Joan de Pladecorts, amb la zona d'horts del Regatiu, on el Tec passa per sota del pont de la carretera D13, o Ruta de Morellàs, i el càmping, i poc després hi arriba per la dreta del Tec el Còrrec del Palau. Passat el poble de Sant Joan de Pladecorts, el Tec deixa a l'esquerra el Molí, la Colomina Petita, el Mas Xambon i el Graver, lloc on a l'esquerra del Tec hi ha els Llacs de Sant Joan, una zona d'esplai aquàtic, als quals arriba des del nord la Ribera de Vivers i el Còrrec del Trenc. En aquest lloc el Tec no arriba a tocar el terme de Morellàs i les Illes, tot i que s'hi acosta molt a prop del Mas Forcada. Al nord-est d'aquest mas, i ja a tocar del pont de l'autopista la Catalana damunt del Tec, per la banda oest, el Tec entra en el terme del Voló.

### Terme comunal del Voló
A sota i al costat de ponent del pont de l'autopista A9, el Tec entra en el terme del Voló. A la dreta, costat sud, rep d'entrada la Ribera de Morellàs, i tot seguit deixa les Hortes del Bosc i el nou barri de Sant Martí, i a l'esquerra una zona erma on hi ha la deixalleria del Voló, i el nucli urbà de la vila del Voló, que el Tec ressegueix al llarg de tot el seu traçat. El riu de primer troba el modern pont de la carretera D618 i de seguida el pont tradicional del Voló per on passa la carretera D900. Just en aquest lloc es troba al nord el barri del Marroc, de la vila del Voló. Passats aquests dos ponts, es troben a la dreta del riu els Horts de les Parets i el Pilar, en un lloc on el Tec gira cap al nord. A l'esquerra queda el nucli vell del Voló, amb la seva cellera, just abans del doble meandre que marca el riu a la zona nord-est del terme del Voló. A la dreta queda l'Oliu Nou, d'on surt el Rec de les Alberes que segueix de forma paral·lela al riu cap al nord i nord-est. A l'esquerra es troba el cementiri de la vila i el Molí Nou, i just després arriba per l'esquerra la Ribera de la Vallmanya, just al lloc dels Eixarts. En aquest indret, pel costat oest i després sud-oest, el Tec fa de límit amb la comuna de Montesquiu d'Albera, tot i que per la riba esquerra encara passa el barri nou on es troba la Gendarmeria i el paratge de Pradells. Poc després el Tec abandona el Voló i comença a fer de termenal entre el ja esmentat Montesquiu d'Albera i Trasserra.

### Terme comunal de Montesquiu d'Albera
El riu Tec actua de límit nord del terme comunal de Montesquiu d'Albera. Un petit tram, termenejant amb el Voló, a l'angle nord-oest del terme, on hi ha, dins de Montesquiu d'Albera, la moderna urbanització de les Trompetes Altes. Abans, fent també de límit amb el Voló, arriba a la dreta del Tec el Còrrec del Salt de l'Aigua. Tot seguit, amb Trasserra, al lloc on es troba l'antic poble i terme de Nidoleres, el Mas de l'Escuder i el Molí d'en Colom. Al sud, confrontant amb Trasserrra, hi ha la Trompeta Baixa, lloc per on supera el Tec el pont del TGV i on arriba des del sud el Còrrec del Conill Podrit, les Cinc Aiminades, el Salitar, el Garrigàs i els Fontanals. Ja confrontant amb Banyuls dels Aspres hi ha la Resclosa de Palau i el Molí del Brull, o del Broll. A l'extrem de ponent d'aquest tram del Tec aflueix en el riu el Còrrec de Sant Cristau, en el tram on el terme de Montesquiu d'Albera confronta amb el de Banyuls dels Aspres. Tot al llarg de la riba dreta del Tec discorre el Rec de les Alberes, i al nord del terme, a l'alçada del Molí del Brull, comença cap a llevant el Rec del Molí de Brullà.

### Terme comunal de Trasserra

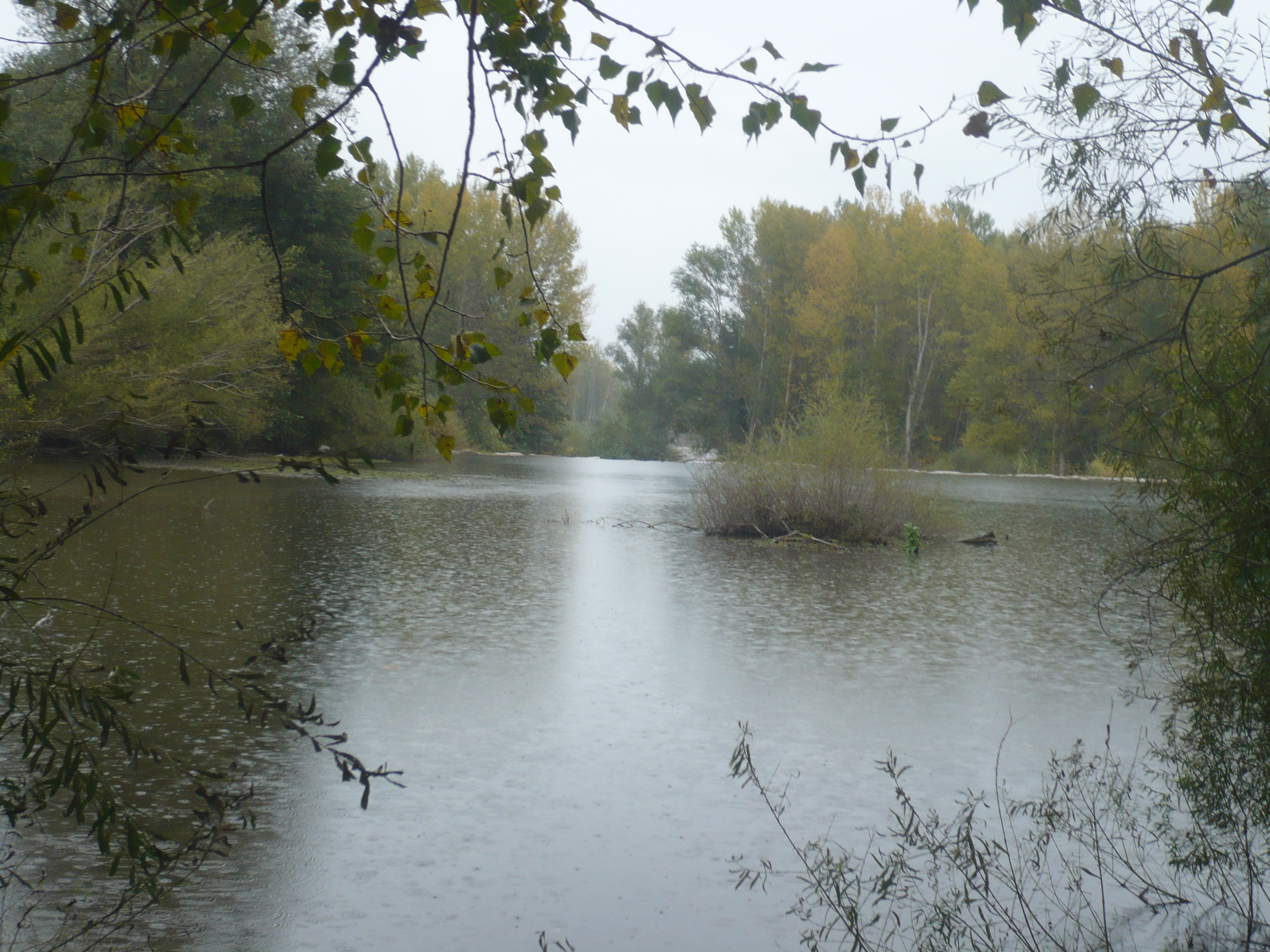
El Tec, a Nidoleres

El terme de Trasserra en contacte amb el Tec comença just en el Còrrec de la Canavera, que fa de termenal entre el Voló i Trasserra. Tot seguit es troba a l'esquerra del riu el territori de Nidoleres, que fou poble i comuna independents, amb l'església, ara en ruïnes, de Sant Esteve de Nidoleres. El Mas Escuder i el Molí d'en Colom pertanyien a aquest poble, així com el Pla de la Creu Verda, que formen la riba nord del Tec. Just a l'extrem de llevant del Pla de Nidoleres, fent en part de termenal entre Trasserra i Banyuls dels Aspres, aflueix en el Tec per l'esquerra el Còrrec del Perelloner.

### Terme comunal de Banyuls dels Aspres
El primer sector d'aquest tram de riu, que representa el límit sud - sud-est del terme de Banyuls dels Aspres, travessa una plana, que procedeix del Pla de Nidoleres, que comença en el curs de la Riera, afluent per l'esquerra del Tec, on hi ha els masos Bonaparte i Vila. Tot seguit, el territori deixa de ser pla, ja que s'hi estenen els darrers contraforts dels Aspres, que donen part del nom del poble, darrere de les quals es troben les Planes del Tec i l'antic priorat augustinià de Santa Maria de Fontclara, actualment reduït al mas de Fontclara. En aquest lloc es capten les aigües del Rec de Fomtclara, que en parteix cap al nord i, poc després aflueix a l'esquerra del Tec el Còrrec d'en Rodell. Just a migdia d'aquest lloc el Tec deixa de ser termenal i entra plenament dins del territori de Vilallonga dels Monts.

### Terme comunal de Vilallonga dels Monts
Tot i que a prop del límit nord, que és paral·lel al Tec, aquest riu discorre íntegrament dins del terme de Vilallonga dels Monts. Al cap de poc d'entrar-hi rep per la dreta el Còrrec de les Anglades, just a ponent dels Baixos, on hi ha un estany. Al sud d'aquest lloc queda el Castell de la Granja, actual Lycée Alfred Sauvy, amb la capella de Sant Lluís de la Granja. Al cap poc, quan hi ha una nova captació de les aigües del Tec per al Rec del Molí de Brullà, s'acaba el pas del Tec pel terme de Vilallonga dels Monts i entra en el de Brullà.

### Terme comunal de Brullà
El cas de Brullà és l'invers del de Vilallonga dels Monts: el Tec discorre íntegrament pel seu terme, però el límit sud de la comuna de Brullà és paral·lela i propera, per la riba dreta, del riu. Entra en aquest terme entre els paratges de Fontanilla, al nord-oest, i del Salitar, al sud-est. Poc després, el riu passa per sota del pont de la carretera D2, al sud de la Colomina de Can Martell, on s'ha format una de les urbanitzacions modernes de Brullà. Tot seguit el riu passa a migdia del nucli urbà de Brullà, al lloc on queda el paratge de la Jaça a la dreta del Tec. Al costat del de les Milleres, a l'esquerra del Tec, s'inicia un meandre tancat del riu, entre Brullà i Ortafà; al bell mig del meandre el Tec entra en el terme comunal d'Ortafà. El Rec del Molí de Brullà segueix a prop de la riba dreta del Tec al llarg de tot el terme.

### Terme comunal d'Ortafà
L'entrada del Tec en el terme d'Ortafà es produeix al Pont Moll, just a migdia del Camp de la Garriga. De seguida s'inicia el segon meandre consecutiu del riu, des dels Baixos de Cabanes, a la dreta, i l'Oliveda, a l'esquerra, que és el lloc on s'han estès les noves urbanitzacions d'Ortafà, al sud-oest del poble. Quan el riu torna a emprendre cap al nord-est, deixant la Polleda, el Mas Pompidor i la Devesa a l'esquerra i Sant Marcel, els Aigalls, el Mas de l'Americà, el Cap de Bou i el Mas de Noguers a la dreta (zona essencialment agrícola), on hi ha un gual que comunica les dues ribes, el Tec troba de seguida el final del seu curs per Ortafà, i esdevé termenal entre les comunes d'Elna, al nord, i de Palau del Vidre, al sud.

### Terme comunal de Palau del Vidre

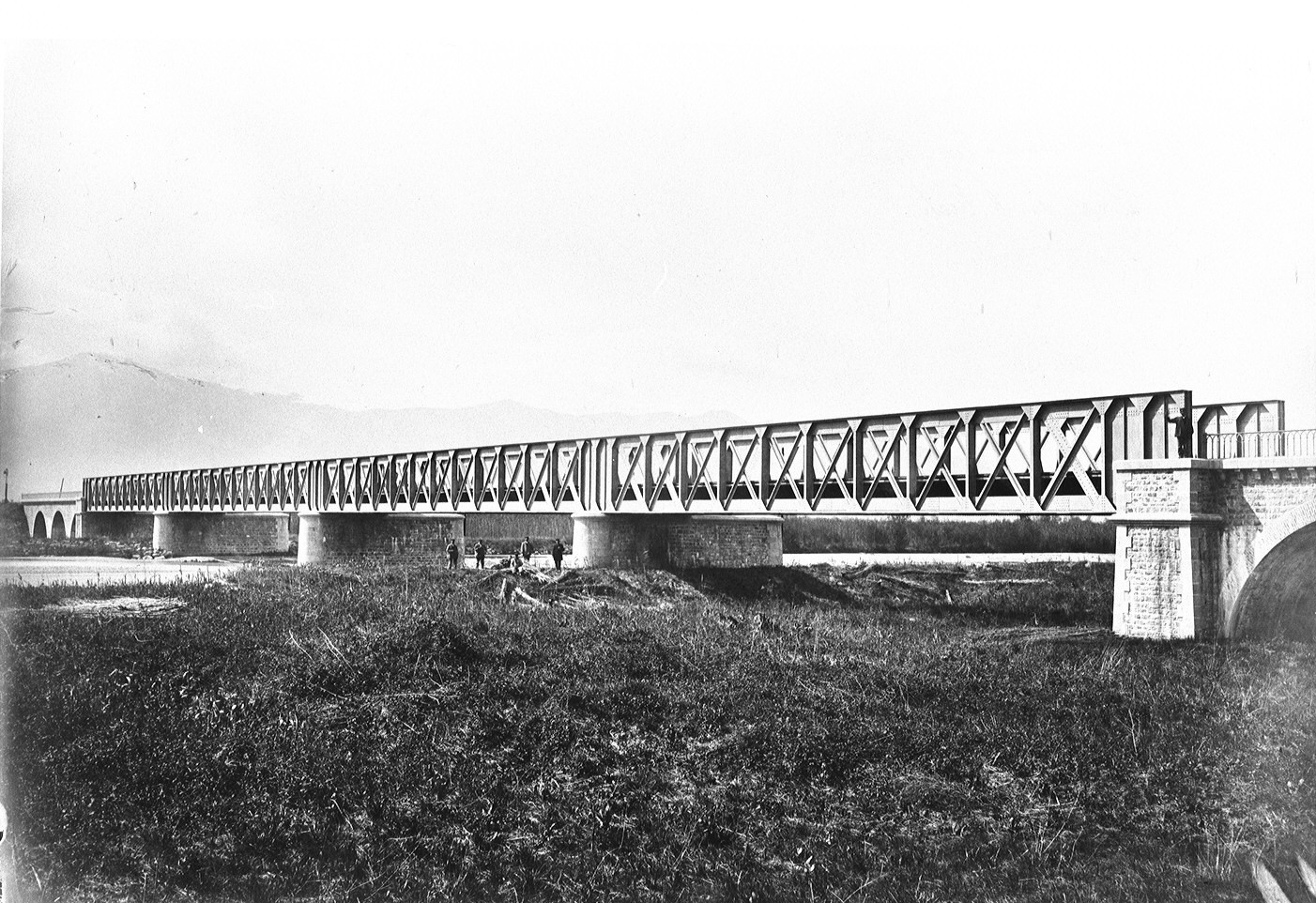
El pont del ferrocarril damunt del Tec

Palau del Vidre és bastant lluny, al sud de la riba dreta del Tec, però tota la zona riberenca és una zona de gran producció agrícola. De seguida li arriba per la dreta el Tanyarí. Aquesta zona és a l'entorn de l'Estany de Sant Martí, pel costat del qual passa la línia del ferrocarril, entre Argelers de la Marenda i Elna, que travessa el Tec amb un llarg pont. Passat el pont hi ha una petita resclosa, i després, sempre a la dreta del Tec, es troben els masos Colom, Bedia i Costa, i al cap de poc arriba a la Remunta del Tec, o el riu, per la dreta, abandonda Palau del Vidre i entra a Argelers de la Marenda. Ran d'aquests tres masos discorre el Rec de Tatzó. Per l'esquerra continua essent sempre terme comunal d'Elna.

### Terme comunal d'Elna
El Tec fa de límit sud del terme comunal d'Elna al llarg de quasi tota la seva extensió, i no s'hi pot posar el determinant tot perquè en el tram final el terme d'Elna segueix el curs antic del Tec: el modern passa més al sud, íntegrament dins del terme d'Argelers de la Marenda. L'entrada es dona en una zona molt agrària, en els paratges de les Tanques i el Pla de la Barca; just després troba el pont del ferrocarril abans esmentat. El Tec continua passant al sud dels paratges del Devés i el Salitar, i tot seguit troba el pont de la carretera D914. Al cap de poc es troba a l'esquerra del riu el Mas Batlle, que és el punt on el traçat modern del Tec es desvia respecte de l'antic i, per tant, el límit dels termes municipals d'Elna i d'Argelers de la Marenda abandona la llera del Tec i esdevé terrestre. Elna queda sempre al nord, bastant allunyada, del riu Tec.

### Terme comunal d'Argelers de la Marenda

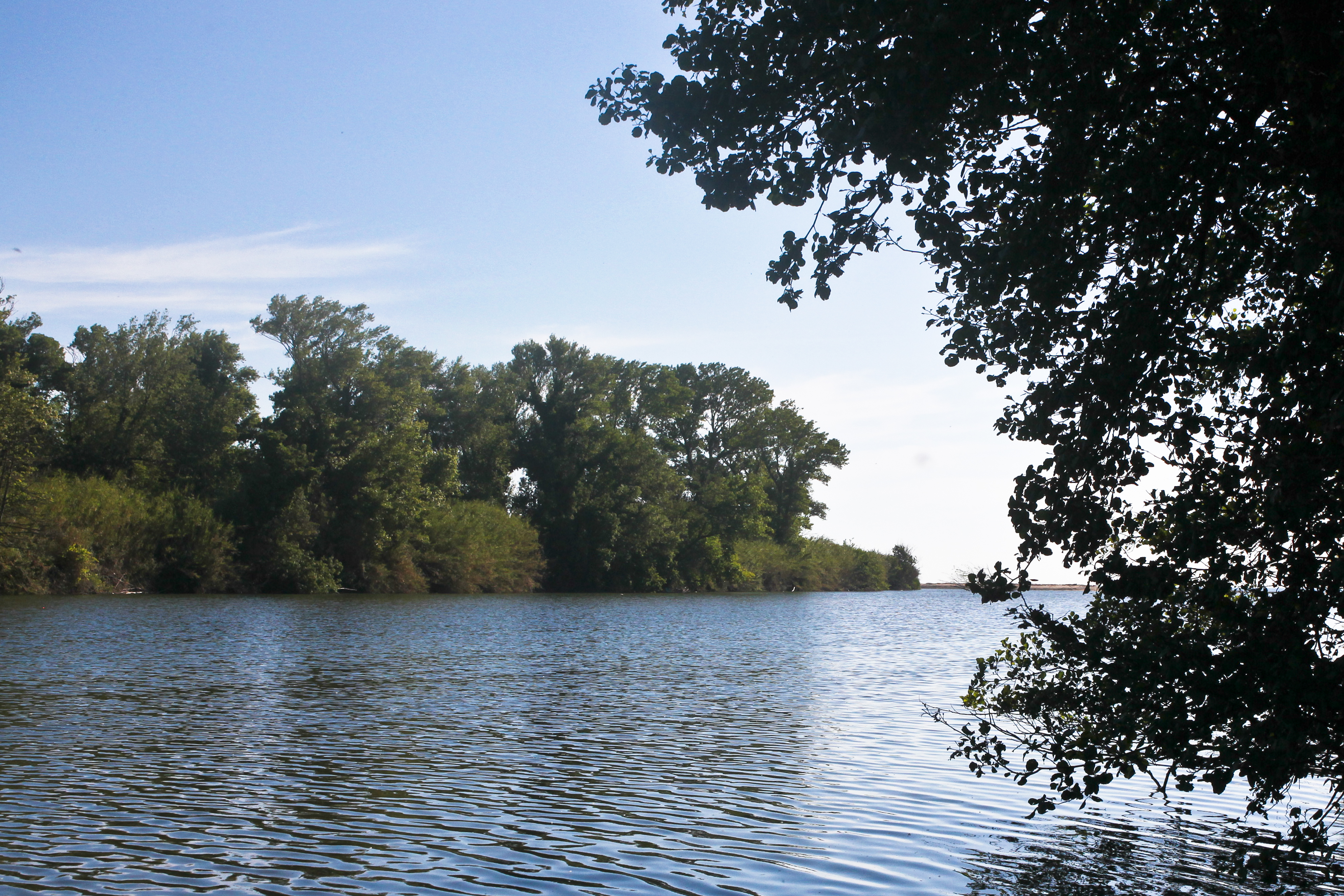
El Tec a la Reserva Natural del Mas de na Riu, ran de mar

Com tot el tram del Tec des del Voló, la part del terme d'Argelers de la Marenda que toca el riu és una zona essencialment agrícola. Des de la Remunta del Tec, passa pel nord del Mas Roger, abans de passar per sota del pont de la carretera D914, que en aquest punt té forma d'autovia. Després troba la Deixalleria comunal, i, quan el riu es decanta una mica cap al sud, deixa a la dreta el Mas Sant Joan i el Pla de la Barca, moment en què el termenal abandona la llera del Tec, com ha quedat dit anteriorment. A partir d'aquest punt les dues ribes del Tec pertanyen a Argelers de la Marenda. A l'esquerra deixa el Mas Calmetes i el Mas Tastú, i a la dreta els Queixals, el Pas de les Vaques i el Camp d'en Burgat, just abans de trobar un altre pont, en aquest cas el de la carretera D81. És el tram final abans d'abocar-se en el mar: passat el darrer pont, a migdia del riu es troba el Mas de na Riu, amb la Reserva Natural del Mas de na Riu, on hi ha una antiga bateria d'artilleria, la Bateria del Tec; al nord del riu, el paratge de les Conilleres i, ran de mar, el Tamariu.

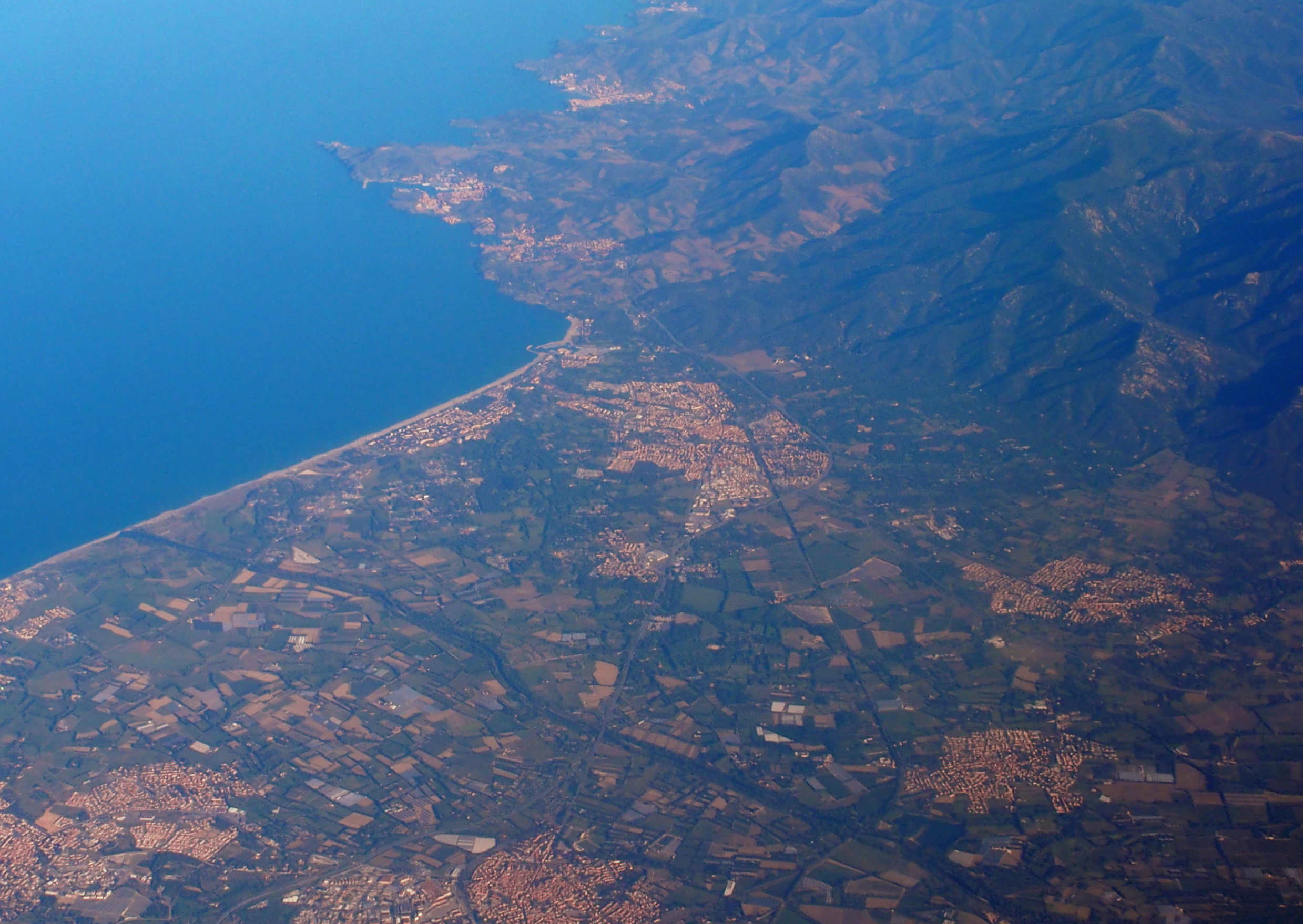
Vista aèria del tram final del Tec